# Ilonga
Ilonga è una circoscrizione rurale (rural ward) della Tanzania situata nel distretto di Ulanga, regione di Morogoro. Conta una popolazione di 12 143 abitanti (censimento 2012).